# Mount Morgans
Mount Morgans is een spookstad in de regio Goldfields-Esperance in West-Australië. Het ligt 916 kilometer ten noordoosten van Perth, 78 kilometer ten oosten van Leonora en 35 kilometer ten zuidwesten van Laverton.

## Geschiedenis
Ten tijde van de Europese kolonisatie leefden de Waljen Aborigines in de streek. Door de Maduwongga en Kalamaia Aborigines werden ze de Wonggai-jungara genoemd, de "agressieve mannen".
In 1896 werd er door Lilley en zijn team goud gevonden. Hun lease werd door Alf Morgans overgenomen. Morgans zou later premier van West-Australië worden. De goudmijn die er ontwikkeld werd heette 'Westralia Mt Morgan'. Op vraag van de verantwoordelijke ambtenaar voor het goudwezen van de streek werd in december 1899 nabij de goudmijn een stad gesticht. De stad kreeg de naam Mount Morgans. Ze werd naar Alf Morgans vernoemd.
In 1901 werd er een politiekantoor gebouwd. Rond 1903 had het stadje 1.250 inwoners, een ziekenhuis, een gemeenschapszaal, zes hotels, vier winkels, twee apothekers en verscheidene bakkers, krantenwinkels, kappers en beenhouwers. Tegen 1912/13 lag de productie van de Westralia-goudmijn stil en tegen 1937 was de stad in verval. Dat jaar werd het politiekantoor gesloten. Een bezoekende politiecommissaris verklaarde de stad dood.
In 1988 begon het bedrijf 'Whim Creek' met de ontwikkeling van een dagbouwgoudmijn op de oude Westralia-mijnsite. De mijn veranderde een aantal keer van eigenaar. In het begin van de 21e eeuw werden de activiteiten stilgelegd.

## 21e eeuw
In 2009 werd de mijn door het bedrijf 'Range River' terug geopend maar twee jaar later ging het bedrijf failliet. Het werd door 'Dacian Gold Ltd' overgenomen. In 2018 startte het bedrijf de productie van goud. Het haalde in 2019 zijn beoogde productiedoel niet.
Mount Morgans blijft een spookstad. De werknemers van de goudmijn werken onder een FIFO-regime.
Mount Morgans maakt deel uit van het lokale bestuursgebied (LGA) Shire of Laverton.

## Transport
Mount Morgans ligt langs de Laverton Leonora Road die aansluit op de Goldfields Highway.
Er ligt een startbaan net ten westen van Mount Morgans: Mount Morgans Airport (ICAO: YMGS).